# Mieczysław Kucharski
Mieczysław Kucharski (ur. 12 maja 1931 w Gruszce Zaporskiej, zm. 14 września 2020 w Rzeszowie) – polski chemik, dr hab. inż.

## Życiorys
Syn Wojciecha i Antoniny. W 1961 obronił pracę doktorską, w 1970 uzyskał stopień doktora habilitowanego. Został zatrudniony na stanowisku profesora w Ośrodku Badawczo-Rozwojowym Przemysłu Siarkowego "Siarkopol" i w Zakładzie Chemii Organicznej na Wydziale Chemicznym Politechnice Rzeszowskiej im. Ignacego Łukasiewicza.
Był kierownikiem Zakładu Chemii Organicznej, oraz dziekanem na Wydziale Chemicznym Politechnice Rzeszowskiej im. Ignacego Łukasiewicza.

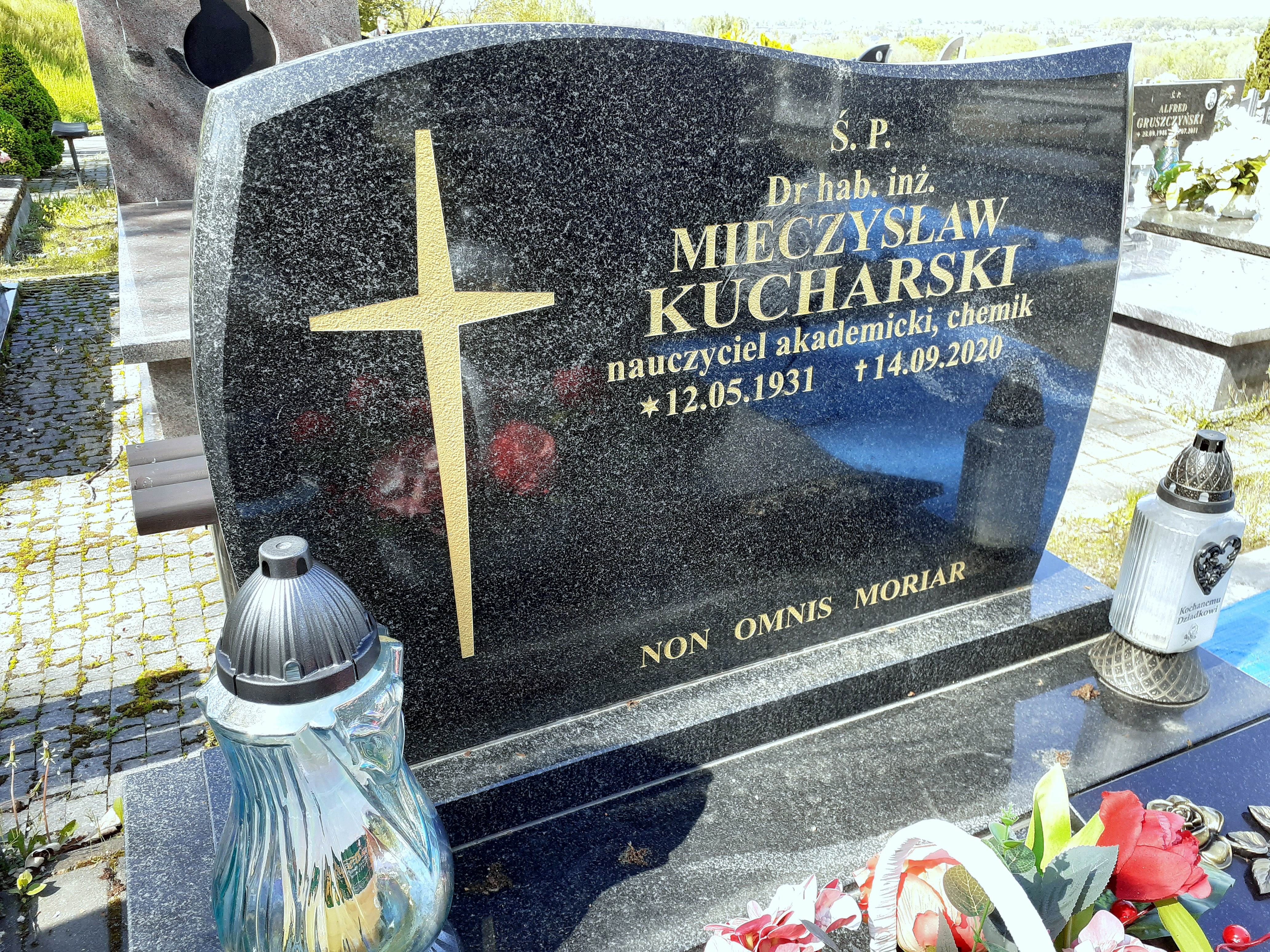
Nagrobek Mieczysława Kucharskiego

Zmarł 14 września 2020, pochowany na cmentarzu Wilkowyja w Rzeszowie.

## Nagrody i odznaczenia
- Krzyż Kawalerski Orderu Odrodzenia Polski[5],
- Krzyż Oficerski Orderu Odrodzenia Polski (2001)[6],
- Złoty Krzyż Zasługi,
- Medal Komisji Edukacji Narodowej
- Medal „Zasłużonym dla Politechniki Rzeszowskiej”.